# George S. Houston

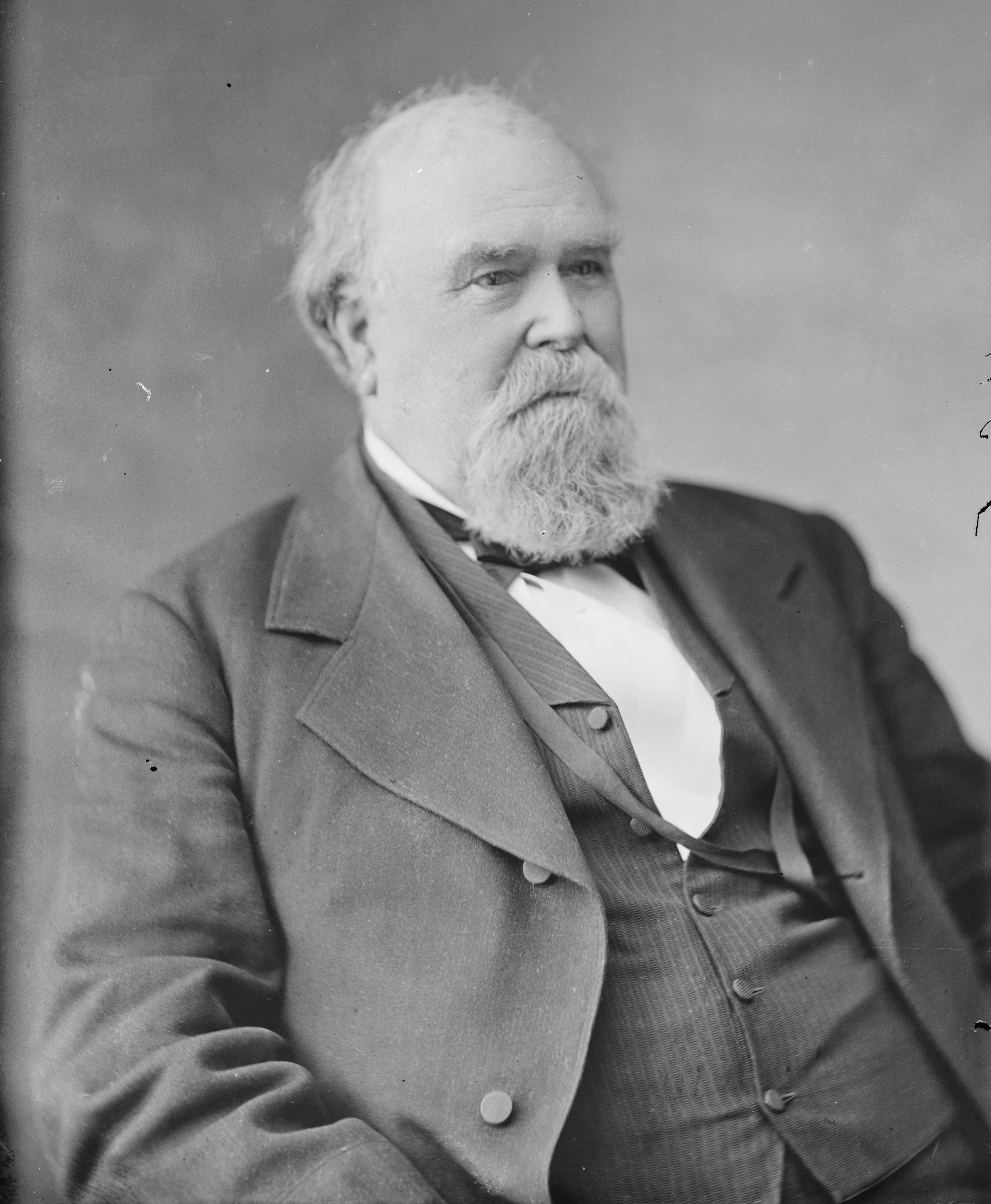
George S. Houston

George Smith Houston (* 17. Januar 1811 im Williamson County, Tennessee; † 31. Dezember 1879 in Athens, Alabama) war ein US-amerikanischer Politiker (Demokratische Partei), der den Bundesstaat Alabama in beiden Kammern des US-Kongresses vertrat. Zudem war er dessen 24. Gouverneur.

## Frühe Jahre und politischer Aufstieg
Um 1811 zog Houstons Familie ins Lauderdale County, Alabama, wo er die Lauderdale County Academy besuchte. Er studierte mit dem späteren Richter George Colater Jura in Florence und schloss dann sein Studium an der Boyle’s Law School in Harrodsburg in Kentucky ab. Seine Zulassung als Anwalt bekam er 1831. Houston begann 1832 seine politische Karriere mit der Wahl ins Abgeordnetenhaus von Alabama. Danach wählte man ihn zum Solicitor, ein Amt, das er bis 1841 innehatte. Anschließend wurde er ins US-Repräsentantenhaus gewählt, wo er von 1841 bis 1849 sowie von 1851 bis 1861 tätig war. Wegen der Sezession Alabamas trat er 1861 zurück. Nach dem Amerikanischen Bürgerkrieg wurde er 1866 in den US-Senat gewählt, jedoch wurde Alabama die Vertretung verweigert. Ferner war er 1866 ein Delegierter der National Union Convention.

## Gouverneur von Alabama
Am 3. November 1874 wurde Houston zum 24. Gouverneur von Alabama gewählt und am 24. November 1874 vereidigt. Anschließend wurde er 1876 wiedergewählt und war die volle Amtszeit bis 1878 im Amt. Während seiner Amtszeit wurde 1875 die neue Verfassung von Alabama ratifiziert, das öffentliche Schulsystem wurde reorganisiert und Alabamas Gesundheitsbehörde (Alabama State Board of Health) wurde gegründet. Bei Ende seiner Amtszeit leitete er eine Steuerermäßigung ein und brachte die Staatsausgaben unter Kontrolle.

## Weiterer Lebenslauf
Houston wurde im August 1878 in den US-Senat gewählt, wo er bis zu seinem Tod am 31. Dezember 1879 diente. Er wurde auf dem Friedhof von Athens beigesetzt. Er war zwei Mal verheiratet, und zwar mit Mary I. Beatty sowie mit Ellen Irvine. Das Ergebnis dieser Verbindungen waren zehn Kinder.
Nach ihm ist Houston County in Alabama benannt.